# Johann Elert Bode
Johann Elert Bode (Hamburgo, 19 de janeiro de 1747 — Berlim, 23 de novembro de 1826) foi um astrônomo alemão.
Foi eleito membro da Royal Society em 1789.
Determinou a órbita de Urano, nome o qual ele mesmo sugeriu.

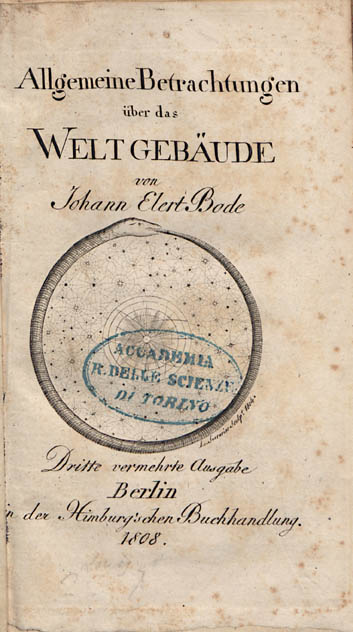
Allgemeine Betrachtungen über das Weltgebäude, 1808